# 위안머우 원인
원모원인(元謀原人) 또는 위안머우 원인은 호모 에렉투스의 한 아종이다. 위난성 남부의 위안머우 현에서 발견되었으며 플라이토세에 산 것으로 보인다.
중국의 학자들은 원모원인이 발견된 곳에서 불에 탄 점토들이 발견되어 이들이 최초로 불을 사용했을 것이라고 보고 있다. 원모원인이 발견된 지층의 연대는 연대측정 결과 기원전 170만년으로 호모 에렉투스 중 초기 형태에 속하는 인류였다. 이것으로 미루어 보아 호모 에렉투스는 180만년 이전에 아시아에 도착했을 것으로 추정된다.